# 石山健二郎
石山 健二郎（いしやま けんじろう、1903年10月10日 - 1976年5月10日）は、日本の俳優。広島県広島市生まれ。本名は石山 繁一。旧制私立修道中学校卒業。息子石山輝夫も俳優。

## 来歴・人物
生家は農業を営んでいた。
澤田正二郎の舞台を観て感動し、1922年に新国劇に入団。
1951年、島田正吾主演の『夏祭三度笠』より映画へも進出。
1954年、製作が再開された日活で新国劇とのユニットによる時代劇映画では舞台の持ち役を演じ、現代劇では堅実な脇役ぶりを発揮。
1960年、劇団の制約を嫌って新国劇を退団。
黒澤明監督の『天国と地獄』や山本薩夫監督の『白い巨塔』など、各社の作品に出演。
坊主頭・猪首のがっちりした体格を生かし、太っ腹の親分役を多くこなした。
1976年5月10日、死去。72歳没。

## 出演作品

### 映画
- 中山七里（1930年、ミナトーキー）- 岡っ引文太郎
- 夏祭三度笠（1951年、松竹）- 鉄五郎
- 武蔵と小次郎（1952年、松竹）- 細川三斉
- 人生劇場 第一部 青春愛欲篇（1952年、東映）- 住職
- 鞍馬天狗 青面夜叉（1953年、松竹）- 黒姫の吉兵衛
- 叛乱（1954年、新東宝）- 山下奉文少将
- 国定忠治（1954年、日活）- 島の伊三郎
- 沓掛時次郎（1954年、日活）- 大野木の百助
- 黒い潮（1954年、日活）- 大木田刑事
- 地獄の剣豪 平手造酒（1954年、日活）- 延命寺の良海和尚
- 初姿丑松格子（1954年、日活）- 料理職元締四郎兵衛
- 消えた中隊（1955年、日活）- 新田中佐
- 大利根の対決（1955年、東京プロ）- 竹松
- 六人の暗殺者（1955年、日活）- 西郷吉之助
- 風雲三条河原（1955年、新東宝）- 勤王志士馬場
- 王将一代（1955年、新東宝）- 金杉子爵
- 関の弥太ッぺ（1955年、新東宝）- 堺の和吉
- 遠い一つの道（1960年、東京映画）- 加山会長
- 天国と地獄（1963年、東宝）- 田口部長刑事
- 機動捜査班 静かなる暴力（1963年、日活）- 山岡
- 男の紋章シリーズ（日活）
  - 男の紋章（1963年）- 大島庄三郎
  - 新・男の紋章 若親分誕生（1967年）- 伊三郎
- おかしな奴（1963年、東映）- 三遊亭金楽
- クレージー映画（東宝）
  - 香港クレージー作戦（1963年）- 張大人（香港の実力者）
  - クレージー黄金作戦（1967年）- 沢島代議士
- 東京ギャング対香港ギャング（1964年、東映）- 竜
- 潮騒（1964年、日活）- 宮田照吉
- 無宿者 (1964年、大映京都)
- うず潮（1964年、日活）- 真海
- 怪談（1965年、にんじんくらぶ）- 父
- 次郎長三国志 甲州路殴り込み（1965年、東映）- 猿屋の勘助
- 香港の白い薔薇（1965年、東宝）- 田部省三
- 座頭市シリーズ（大映）
  - 座頭市逆手斬り（1965年）- 荒磯の重兵衛
  - 座頭市牢破り（1967年）- 口入屋辰五郎
- 六條ゆきやま紬（1965年、東京映画）- 大中彦太郎
- 白い巨塔（1966年、大映）- 財前又一
- 新書・忍びの者（1966年、大映）- 武田信玄
- 佐々木小次郎（1967年、東宝）- 富田越後守
- あゝ同期の桜（1967年、東映）- 白鳥仙蔵
- 博奕打ちシリーズ（東映）
  - 博奕打ち 不死身の勝負（1967年）- 荒尾亀之助
  - 博奕打ち 殴り込み（1968年）- 木戸源太郎
- 8.15シリーズ（東宝）
  - 日本のいちばん長い日（1967年）- 東部軍司令官・田中静壱陸軍大将
  - 連合艦隊司令長官 山本五十六（1968年）- 百武司令官[2]
  - 激動の昭和史 軍閥（1970年）- 参謀総長・杉山元
  - 激動の昭和史 沖縄決戦（1971年）- 安藤大将[2]
- 日本侠客伝 斬り込み（1967年、東映）- 傘屋源蔵
- 爆笑野郎 大事件（1967年、東宝）- 農協理事長
- 続やくざ坊主（1968年、大映）- 新川の東兵衛
- 尼寺㊙物語（1968年、東映）- 川喜多鶴蔭
- 極悪坊主（1968年、東映）- 道然
- 産業スパイ（1968年、東映）- 羽島
- 女賭博師絶縁状（1968年、大映）- 和尚
- 不良番長（1968年、東映）- 榊清之助
- ごろつき（1968年、東映）- 浅川正義
- 恐喝こそわが人生（1968年、東映）- 遠藤公輔
- 謝国権「愛」より （秘）性と生活（1969年、東映）- 三上春太郎
- 博徒一代 血祭り不動（1969年、大映）- 泉谷剛造
- 緋牡丹博徒シリーズ（東映）
  - 緋牡丹博徒 二代目襲名（1969年）- 赤不動の勘蔵
  - 緋牡丹博徒 お命戴きます（1971年）- 陸軍大
- 明治大正昭和 猟奇女犯罪史（1969年、東映）- 斉藤浩助
- 悪名一番勝負（1969年、大映）- 柳
- 日本女侠伝 真赤な度胸花（1970年、東映）- 陣之内七兵衛
- 怪談累が渕（1970年、大映）- 宗悦
- シルクハットの大親分 ちょび髭の熊（1970年、東映）- 一色重兵衛
- 花も実もある為五郎（1971年、松竹）- 安濃徳右衛門
- 喜劇 命のお値段（1971年、松竹） - 五十嵐
- 潮騒（1971年、東宝）- 宮田照吉
- 全員集合!!シリーズ（松竹）
  - 春だドリフだ全員集合!!（1971年）- 中本竜三
  - 舞妓はんだよ全員集合!!（1972年）- 花見太郎
  - 大事件だよ全員集合!!（1973年）- 二宮修身
- 純子引退記念映画 関東緋桜一家（1972年、東映）- 大黒屋利兵衛
- 宮本武蔵（1973年、松竹）- 壬生源左衛門

### テレビドラマ
- 東芝日曜劇場 (TBS)
  - 第62回「ミスター浦島」（1958年）
  - 第687回「男って女って…」（1970年）
- 新国劇アワー (KR→CX)
  - 次郎長外伝 荒神山（1959年）- 安濃徳次郎
  - 無法一代（1959年）
  - 森の石松（1959年）
  - 丸橋忠弥（1959年）
  - 海猫とペテン師（1959年）
  - 瞼の母（1960年）
  - 人斬り半蔵（1960年）- 土佐藩士望月
  - 紋三郎の秀（1960年）
  - 丹下左膳（1960年）
  - ミスター浦島（1960年）
  - 六人の暗殺者（1961年）
  - 九年目の仇討ち（1961年）
- 東芝土曜劇場 (CX)
  - 第20回「投影」（1959年）
  - 第72回「赤い月」（1960年）
- シャープ火曜劇場 第40回「明日の幸福」（1962年、CX）- 谷川
- 浪曲ドラマ / 勝海舟（1962年、NHK）
- 嫁ぐ日まで 第26回「家畜小屋」（1963年、CX）
- 近鉄金曜劇場 / ばんだい先生（1963年、TBS）
- 三匹の侍（CX)
  - 第1シリーズ 第5話「黄金非情」（1963年）
  - 第1シリーズ 第21話「春雷有情」（1964年）
- 七人の刑事 (TBS)
  - 第121話「不運な依頼人」（1964年）
  - 第153話「刑事の娘」（1964年）
  - 第233話「誰を殺せばいい?」（1966年）
- それからの武蔵（1964年 - 1965年、MBS）- 細川忠興
- 大河ドラマ / 太閤記（1965年、NHK）- 上杉謙信
- 日産スター劇場 / 裸一貫男はファイト（1966年、NTV）
- 泣いてたまるか 第21話「あゝ高砂や」（1966年、TBS）
- 史劇にっぽん・怒濤日本史 第9話「乱世」（1966年、MBS）- 山名宗全
- 剣 (NTV)
  - 第3回「刀狩り」（1967年）- 代官
  - 第13回「追分の風来坊」（1967年）
  - 第21回「旗本と町奴」（1967年）
  - 第43回「鬼子母」（1968年）
- 風 第1話「新十郎登場」（1967年、TBS）
- ナショナルゴールデン劇場 / 流れる雲（1968年、NET）
- 大奥 第30話・第31話（1968年、KTV）- 甚内
- あゝ忠臣蔵（1969年、KTV）- 不動の勘兵衛
- 鞍馬天狗（1969年、NHK） - 駒木根監物
- おんなの劇場 / 振袖御殿（1970年、CX）- 薩摩浄雲
- 大坂城の女（1970年、CX）- 古溪和尚
- 時間ですよ 第1シリーズ 第11話（1970年、TBS）
- 男は度胸（1970年 - 1971年、NHK）- 瓢斎
- 徳川おんな絵巻 第19話「可愛い悪魔」・第20話「呪われた恋」（1971年、KTV）- 天満屋徳兵衛
- ワン・ツウ アタック! 第10話「負けてたまるか!」（1971年、12CH）- 岩本北光
- 木枯し紋次郎 第1シーズン 第2話「地蔵峠の雨に消える」（1972年、CX）- 善助
- 地獄の辰捕物控 第1話「千羽鶴が泣いている」（1972年、NET / 東映）- 助五郎
- 長谷川伸シリーズ (NET)
  - 第11話「三ッ角段平」（1972年）- 半左衛門
  - 第12話「頼まれ多九蔵」（1972年）
- 怪談 第6回「累ヶ渕」（1972年、MBS） - 宗悦
- ご存知時代劇 / 次郎長初旅（1973年、NET）- 武居の安五郎
- 旅人異三郎 第2話「やらずの雨に夢が散る」（1973年、12CH / 三船プロ）- 太兵衛
- 助け人走る 第3話「裏表大泥棒」（1973年、ABC / 松竹）- 今戸の嘉平
- 江戸を斬る 梓右近隠密帳 第14話「忠長卿謀反」（1973年、TBS / C.A.L）- 天海僧正